# Amines aromatiques (maladie professionnelle)
Cet article décrit les critères administratifs pour qu'une intoxication aux amines aromatiques soit reconnue comme maladie professionnelle en France.
Cet article relève du domaine de la législation sur la protection sociale et a un caractère davantage  juridique que médical. Pour en savoir davantage sur les effets sur la santé se reporter à l'article suivant :

## Législation enFrance

### Régime général
| Fiche Maladie Professionnelle | Fiche Maladie Professionnelle | Fiche Maladie Professionnelle |
| Ce tableau définit les critères à prendre en compte pour qu'une intoxication par les amines aromatiques soit prise en charge au titre de la maladie professionnelle | Ce tableau définit les critères à prendre en compte pour qu'une intoxication par les amines aromatiques soit prise en charge au titre de la maladie professionnelle | Ce tableau définit les critères à prendre en compte pour qu'une intoxication par les amines aromatiques soit prise en charge au titre de la maladie professionnelle |
| Régime Général. Date de création : 14 décembre 1938 | Régime Général. Date de création : 14 décembre 1938 | Régime Général. Date de création : 14 décembre 1938 |
| Tableau no 15 RG | Tableau no 15 RG | Tableau no 15 RG |
| Affections provoquées par les amines aromatiques, leurs sels et leurs dérivés, notamment hydroxylés, halogénés, nitrés, nitrosés et sulfonés                        | Affections provoquées par les amines aromatiques, leurs sels et leurs dérivés, notamment hydroxylés, halogénés, nitrés, nitrosés et sulfonés                        | Affections provoquées par les amines aromatiques, leurs sels et leurs dérivés, notamment hydroxylés, halogénés, nitrés, nitrosés et sulfonés                        |
| --- | --- | --- |
| Désignation des Maladies | Délai de prise en charge | Liste indicative des principaux travaux susceptibles de provoquer ces maladies                                                                                      |
| Troubles neurologiques à type de somnolence, narcose, coma. | 3 jours | Préparation, emploi, manipulation des amines aromatiques, de leurs sels, de leurs dérivés notamment hydroxylés, halogénés, nitrosés, nitrés et sulfonés.            |
| Cyanose, subictère. | 10 jours | |
| Hémoglobinurie lorsque ces maladies comportent une hémolyse et une méthémoglobinémie (en dehors des cas considérés comme accidents du travail) .                    | 10 jours | |
| Dermites irritatives. | 7 jours | |
| Date de mise à jour : 10 novembre 1995 | | |

## Sources spécifiques
- (fr) Tableau N° 15 des maladies professionnelles du régime Général

## Sources générales
- (fr) Tableaux du régime Général sur le site de l’AIMT
- (fr) Guide des maladies professionnelles sur le site de l’INRS